# Bunium brevifolium
Bunium brevifolium är en flockblommig växtart som beskrevs av Richard Thomas. Lowe. Bunium brevifolium ingår i släktet jordkastanjer, och familjen flockblommiga växter. Inga underarter finns listade i Catalogue of Life.